# Contrasexe
Contrasexe (en italià Controsesso) és una pel·lícula col·lectiva en tres episodis de 1964 dirigida per Franco Rossi, Marco Ferreri i Renato Castellani. Es tracta d'una commedia all'italiana estructurada en tres episodis sobre el tema de la inhibició sexual i la degeneració de la parella. Ha estat doblada al català.
El que destaca clarament comparat amb els altres dos, és l'episodi dirigit per Marco Ferreri que, juntament amb Rafael Azcona, construeix una faula fulminante i grotesca sobre les perversions maníaques i els trastorns compulsius inherents a l'esfera eròtica gràcies a un camaleònic Ugo Tognazzi.

## Argument
| «                                        | La dona és un animal estrany, té una vida completament dominada pel sexe: en tot veu la intenció oculta, el desig del pecat. | » |
| — Ugo Tognazzi a l'episodi Il professore | |   |

### Cocaina di domenica
Nino Manfredi i Anna Maria Ferrero són una parella jove, casada des de fa cinc anys, que un diumenge, per "error" proven la cocaïna.

### Il professore
Ugo Tognazzi interpreta un fetitxista i morbós professor del Liceo delle scienze umane que, per evitar que els estudiants marxin durant els exàmens, inventa un armari amb lavabo encastat, donant sortida a les seves fantasies sexuals reprimides.

### Una donna d'affari
Nino Manfredi és un músic que s'enamora d'una dona de carrera, Giovanna (interpretada per Dolores Wettach) però, malgrat els seus mil intents, la relació romandrà només platònica.

## Crítica
| « | “[…] La professió i el nom dels directors, com la classe i la popularitat dels actors, tendeixen a assegurar aquella pàtina de despreocupació que fa acceptables els episodis [...]. La capacitat sobria i tallant del director es demostra a la llarga incapaç de mantenir la història a un ritme de velocitat i incisivitat [...]. Uns quants accents d'humor i tota una […] rima d'acudits […] amb un gust gruixut [...]". | » |

| « | "[…] Tres episodis de sexe a l'italiana amb un inconfusible sabor dels seixanta. El millor episodi, amb diferència, és el de Ferreri, escrit juntament amb Rafael Azcona". | » |

## Producció

### Il professorede Ferreri
Rodat a Spoleto, l'episodi Il professore va néixer com la primera part d'una trilogia sobre temes similars que va quedar avortada després dels problemes que va trobar Marco Ferreri per a la distribució de La donna scimmia a causa de la censura. El productor Carlo Ponti va vetar el projecte, sense voler arriscar-se a més contratemps amb els censors. Ferreri va dir que considerava el protagonista de l'episodi: "no un pervertit, sinó un home que no és capaç de reaccionar davant determinades situacions i que li fan vergonya". Un individu tancat dins d'un microcosmos privat presoner de la seva solitud i dels seus tabús, oprimit per una societat provincial i castradora. Il professore anticipa la recerca del director d'aquella "rarefacció narrativa" (on sembla que no passa res) que perfeccionarà en obres posteriors com Dillinger è morto i Break-up.